# 台北101/世貿駅
台北101/世貿駅（たいぺいいちまるいち/せぼうえき）は台湾台北市信義区にある、台北捷運淡水信義線の駅。駅番号は「R03」。「世貿」とは「台北世界貿易センター」の略称であるため、日本語版ウェブサイトや、2018年から開始された当駅到着前の日本語での車内放送では、「台北101/世界貿易センター（たいぺいいちまるいち/せかいぼうえきセンター）」ともいう。英数字や記号も含めた文字数では台湾で最も長い駅名となる。

## 歴史
- 2011年7月22日 - 捷運局は駅名を「世貿中心駅」から「台北101/世貿駅」に変更することを発表[2]。
- 2013年11月24日 - 信義線中正紀念堂～象山間開業[3]。

## 駅構造
地下2階に島式ホーム1面2線を有する地下駅。開業時からフルスクリーンタイプのホームドアが設置されている。出口は5つあり、その内出口4は台北101直通の出口である。

### のりば
| 1 |  | 淡水信義線（上り） | 淡水方面 |
| 2 |  | 淡水信義線（下り） | 象山方面 |

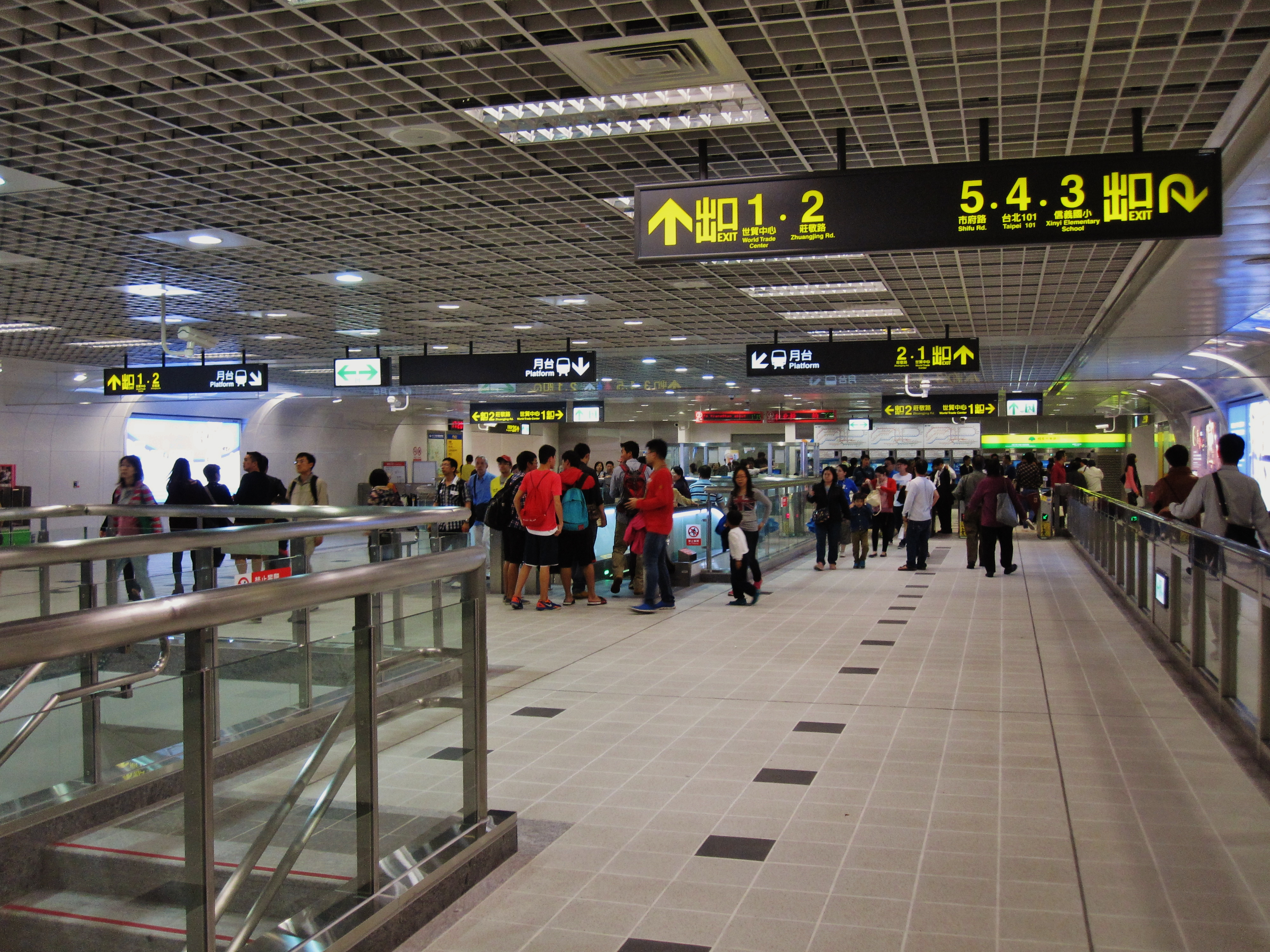
改札階
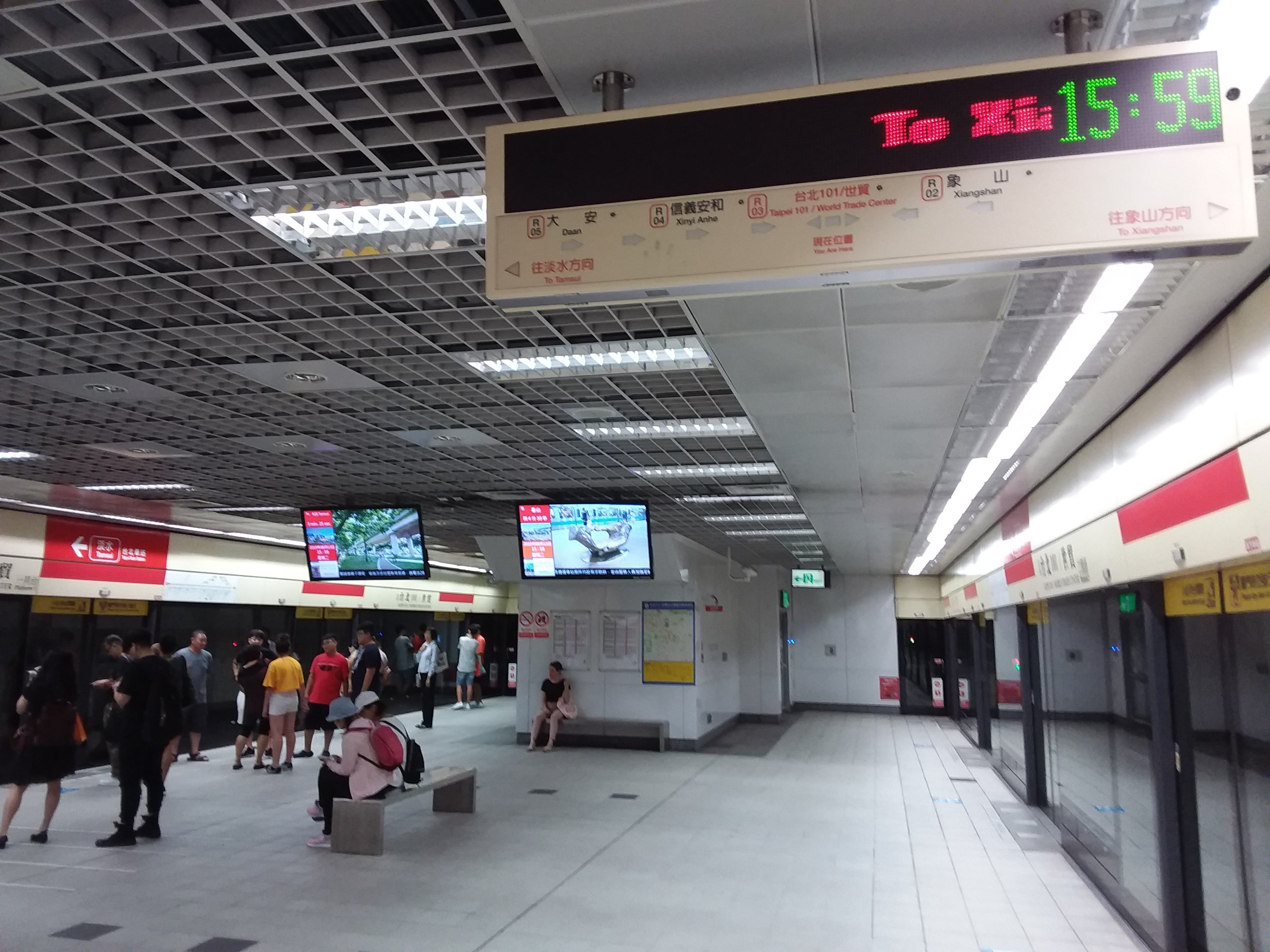
ホーム(2019年8月)

### 駅出口
- 出口1：台北世界貿易センター
- 出口2：荘敬路
- 出口3：信義国小
- 出口4：台北101（101ビル地下1階マーケットプレイス）[5]
- 出口5：市府路

## 利用状況
大規模な展示会開催時や大晦日に台北101で開催される花火大会には利用客が大幅に増加し混雑する。
| 年   | 年間       | 年間       | 年間       | 年間  | 日平均 | 日平均 |
| 年   | 乗車       | 下車       | 乗下車計   | 出典  | 乗車   | 乗下車 |
| ---- | ---------- | ---------- | ---------- | ----- | ------ | ------ |
| 2013 | 1,339,040  | 1,389,834  | 2,728,874  | [ 6 ] | 35,238 | 71,812 |
| 2014 | 9,195,555  | 9,321,935  | 18,517,490 | [ 6 ] | 25,193 | 50,733 |
| 2015 | 10,552,116 | 10,706,955 | 21,259,071 | [ 6 ] | 28,910 | 58,244 |
| 2016 | 11,276,099 | 11,476,754 | 22,752,853 | [ 6 ] | 30,809 | 62,166 |
| 2017 | 11,471,130 | 11,703,941 | 23,175,071 | [ 6 ] | 31,428 | 63,493 |
| 2018 | 11,560,339 | 11,762,456 | 23,322,795 | [ 6 ] | 31,672 | 63,898 |
| 2019 | 12,774,960 | 13,063,997 | 25,838,957 | [ 6 ] | 35,000 | 70,792 |
| 2020 | 9,178,281  | 9,342,044  | 18,520,325 | [ 6 ] | 25,077 | 50,602 |
| 2021 | 6,678,181  | 6,807,966  | 13,486,147 | [ 6 ] | 18,296 | 36,948 |

## 駅周辺

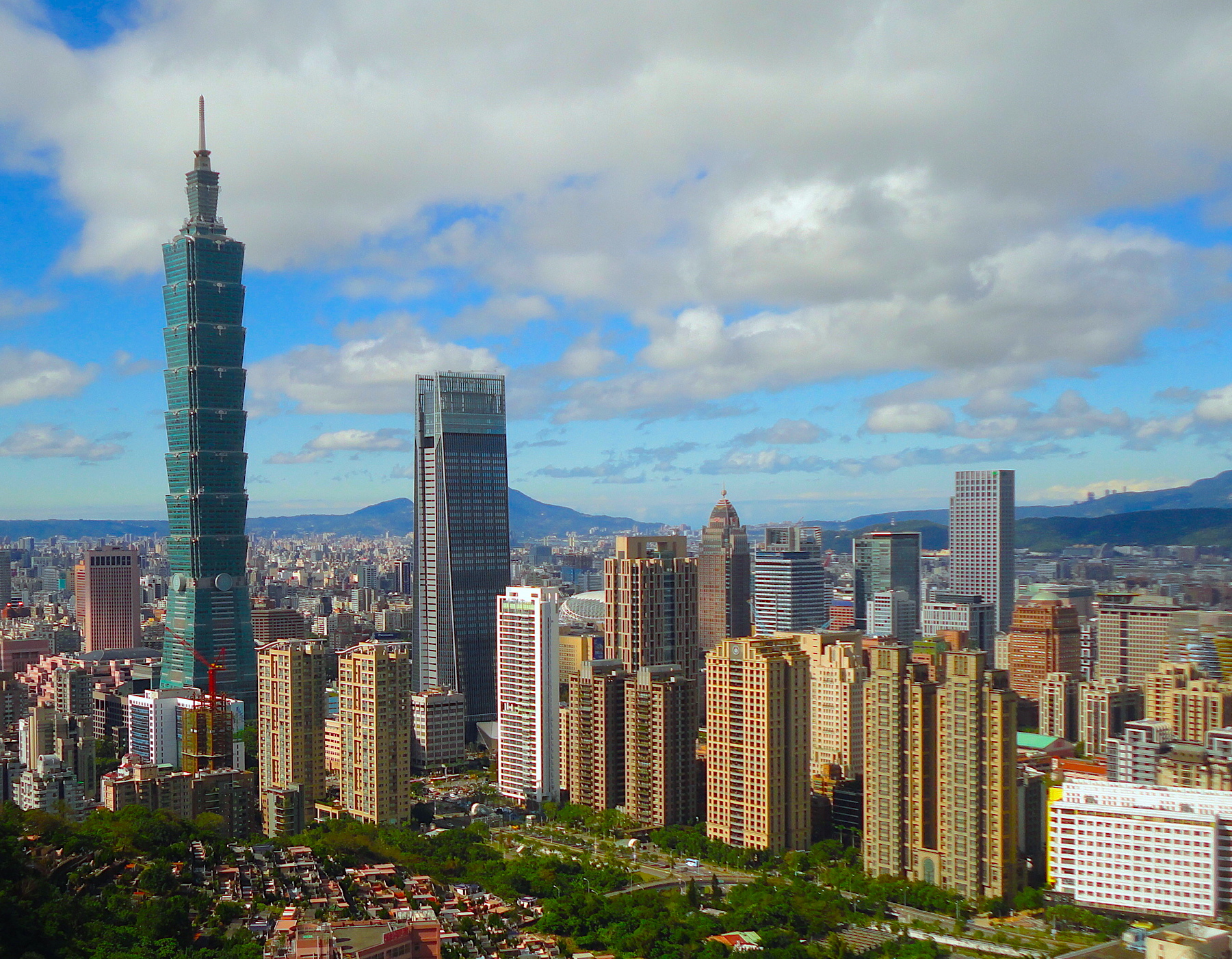
駅名の由来でもある台北101とその周辺

- 台北世界貿易センター
  - 展覧ビル（1館）
  - 台北国際会議センター（中国語版）
  - 国際貿易ビル（中国語版）
- 台北101
- 台北市市政大樓（中国語版）
- ハイアットリージェンシーホテル台北（台北君悅酒店）
- 四四南村（現信義公民会館）
- 台北医学大学
- 台北南山広場
  - 微風南山
    - 微風南山アトレ
- 信義区行政センター
- 信義国小（中国語版）
- 安泰商業銀行（中国語版）本店
- 大眾商業銀行（中国語版）本店
- 台湾HSBC銀行台北支店
- YouBike（台北市公共自転車（中国語版））捷運台北101/世貿駅
- 信義運動中心（中国語版）
- 信義房屋（中国語版）本店

## バス路線
バス停は《捷運台北101/世貿駅（信義）》と《捷運台北101/世貿駅（市府）》の2つある。
| 路線       | 運営事業者 | 区間                                       | 備考                                                                             |
| ---------- | ---------- | ------------------------------------------ | -------------------------------------------------------------------------------- |
| 28         | 指南客運   | 大直 - 市政府                              |                                                                                  |
| 88         | 大有巴士   | 重陽路 - 信義路 - 台北駅（台北車站）       | 捷運台北101/世貿駅（信義）バス停に停車する                                       |
| 88区間車   | 大有巴士   | 南港花園社区 - 信義路 - 台北駅（台北車站） | 捷運台北101/世貿駅（信義）バス停に停車する                                       |
| 207        | 東南客運   | 内湖 - 捷運南勢角駅                        | 捷運台北101/世貿駅（信義）バス停に停車する                                       |
| 281        | 大都会客運 | 東湖 - 市政府                              |                                                                                  |
| 647        | 新店客運   | 大崎腳 - 捷運市政府駅                      | 捷運台北101/世貿駅（市府）バス停に停車する                                       |
| 665        | 大南汽車   | 栄総 - 呉興街                              | 捷運台北101/世貿駅（信義）バス停に停車する                                       |
| 797        | 指南客運   | 五股 - 市政府                              | 捷運台北101/世貿駅（信義）バス停に停車する 新北市公車に属する                    |
| 915        | 欣欣客運   | 景美 - 捷運市政府駅                        | 捷運台北101/世貿駅（市府）バス停に停車する                                       |
| 棕6        | 欣欣客運   | 捷運動物園駅 - 捷運市政府駅                | 捷運台北101/世貿駅（市府）バス停に停車する                                       |
| 棕7        | 台北客運   | 新店 - 台北市政府                          | 一部は綠野香坡経由 新北市公車に属する 捷運台北101/世貿駅（市府）バス停に停車する |
| 棕18       | 欣欣客運   | 政治大学 - 捷運市政府駅                    | 捷運台北101/世貿駅（市府）バス停に停車する                                       |
| 棕21       | 欣欣客運   | 政大里 - 捷運市政府駅                      | 捷運台北101/世貿駅（市府）バス停に停車する                                       |
| 綠1        | 台北客運   | 新店 - 台北市政府                          | 一部は安康路・綠野香坡まで延長運行 捷運台北101/世貿駅（市府）バス停に停車する    |
| 藍5        | 大都会客運 | 挹翠山荘 - 捷運市政府駅                    | 捷運台北101/世貿駅（信義）バス停に停車する                                       |
| 信義新幹線 | 首都客運   | 捷運昆陽駅 - 台北車站                      | 捷運台北101/世貿駅（信義）バス停に停車する                                       |

## 隣の駅
台北捷運
 淡水信義線
信義安和駅 R04 - 台北101/世貿駅 R03 - 象山駅 R02